# جوفان لوكيتش (لاعب كرة قدم)
جوفان لوكيتش هو لاعب كرة قدم صربي، ولد في 20 يناير 2002 في فاليفو في صربيا.

## وصلات خارجية
- جوفان لوكيتش (لاعب كرة قدم) على موقع الدوري الأمريكي (الإنجليزية)
- جوفان لوكيتش (لاعب كرة قدم) على موقع قاعدة بيانات كرة القدم.إي يو (الإنجليزية)
- جوفان لوكيتش (لاعب كرة قدم) على موقع Soccerway.com (الإنجليزية)
- جوفان لوكيتش (لاعب كرة قدم) على موقع عالم كرة القدم.نت (الإنجليزية)